# Meyuns
Meyuns – miasto w Palau; we wschodniej części wyspy Ngerekebesang (część atolu Koror). Według danych szacunkowych na rok 2009 liczy 1104 mieszkańców. Trzecie co do wielkości miasto kraju.